# ナゴヤ球場正門前駅
ナゴヤ球場正門前駅（ナゴヤきゅうじょうせいもんまええき）は、かつて愛知県名古屋市中川区露橋二丁目にあった、東海旅客鉄道（JR東海）東海道本線貨物支線（名古屋港線）の駅（廃駅）である。ナゴヤ球場の野球観戦者の便を図って設置されていた臨時駅であった。

## 概要
ナゴヤ球場から徒歩1分の所を通る貨物線（通称：名古屋港線）に設けられた臨時駅。当駅は東海道新幹線の高架脇にあり、東海旅客鉄道（JR東海）は同線と球場前の道が交差する所（廃駅後は踏切となった（後述））から南側にかけて、長さ135 mの6両編成が停車可能なプラットホームを設置した。名古屋鉄道（名鉄）名古屋本線のナゴヤ球場前駅（現：山王駅）から球場へは徒歩で10分程度を要していたため、利便性ではこちらが上であった。
なお、名古屋港線は東海道本線の支線という扱いではあるが、名古屋港線の分岐点である山王信号場が中央本線上にあるという性格上、当駅行きの列車は中央本線を通らなければならなかったため、名古屋駅から当駅行きの臨時列車の標示は中央本線の発車標上に表示されていた。
臨時駅ということもあって、ホームは新幹線高架に接する側に片面のみ、鉄骨で組んだという簡素なものであった。行きは名鉄で来たが、帰りはJRに切り替えるような旅客への対応策としてきっぷ売り場も設置されていたが、期間限定の臨時営業であるためレンタルのニッケンから借りたプレハブ窓口で手売りしていた。
主要駅から当駅までの通し運賃は開業時、名古屋駅からが140円、岡崎駅からが700円、勝川駅・尾張一宮駅からが300円、岐阜駅からが540円、桑名駅からが460円であった。
この運賃は1989年（平成元年）4月1日の消費税導入により改定されている。なお、当時は名古屋駅から140円で行ける（すなわち3 km以内の）常設駅は存在しなかったため、名古屋駅の券売機はナゴヤ球場正門前駅用のボタンを有し、営業日のみボタンに付けられた蓋を外すという措置が行われた。
JRの特定都区市内制度の「名古屋市内」駅としての取り扱いは名古屋港線が貨物会社線ということや、あくまでも期間限定の臨時駅および路線であることから行われていなかった。

## 歴史

### 駅設置の経緯

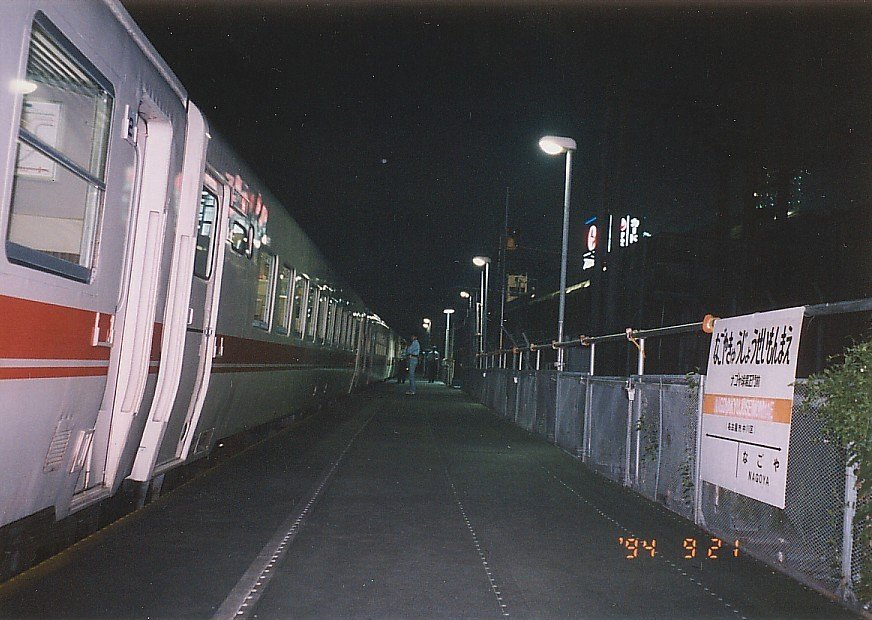
ホーム（1994年9月）

現在、中日ドラゴンズのホームグラウンドは名古屋市東区にあるナゴヤドームとなっているが、それが完成する1996年（平成8年）までは名古屋駅 - 金山駅間で東海道新幹線・東海道本線・中央本線・名鉄名古屋本線などから眺められる中川区のナゴヤ球場であった。
名鉄では、1944年（昭和19年）に開業した名古屋本線上にある山王駅を1956年（昭和31年） - 1974年（昭和49年）の間「中日球場前駅」、1975年（昭和50年） - 2005年（平成17年）の間「ナゴヤ球場前駅」と改称し、試合開催日には特急・急行電車を臨時停車させるなどして輸送に努めていた。
1987年（昭和62年）4月1日に国鉄分割民営化によって発足した東海旅客鉄道（JR東海）では、名鉄線より球場に近いところを通っている日本貨物鉄道（JR貨物）の名古屋港線（貨物線）の第二種鉄道事業を取得してこの観客輸送に加わろうと考えた。これは、同年のシーズン入り前に、落合博満が日本プロ野球界初の1億円プレーヤーとして中日入団を決めていたことも契機となったと考えられる。
この構想はこの時が初めてではなく、昭和20 - 30年代にも球場近くに仮設ホームを置いて、貨物列車最後部に客車を増結する形で観客輸送を行っていたことがあった。初は1949年（昭和24年）10月の日米野球（日米親善野球）試合の際で、この時は「中日球場前駅」を名乗っていたという。しかしこの時はデーゲームに限られたものであり、更に運行本数も日1往復と微々たる物であったため、同線の貨物列車削減と共にいつしか消滅した。

### 年表
- 1987年（昭和62年）7月1日：開業[1]。
- 1994年（平成6年）
  - 10月8日：最終営業日[2]。この日は「10.8決戦」の当日であった。
  - 10月9日：廃止[2]。

## 運行
同線の分岐点は、前述したように名古屋駅から中央本線の線路を1.8 km進んだ所にあった山王信号場であり、そこから当駅までは0.7 kmに過ぎなかった。しかし、当駅には折り返し設備が無いため、当駅の0.5 km南にある八幡信号場か、5.5 km離れた名古屋港駅まで回送させて折り返していた。輸送は、試合開始前は名古屋駅から当駅へ、試合後半からは当駅から名古屋駅方面への一方的なものになるため、一部車両は名古屋港駅に留置され、試合終了に合わせて順次回送された。
当駅は、中日 - 広島戦が開催された1987年（昭和62年）7月1日に営業を開始した。開始当初は当駅行きの列車は5本が設定されたが、下りの名古屋駅行きについては、試合の経過具合によって6つの運行パターンが用意され、8回終了前頃からほぼ10分間隔の運行とした。なお、「JR時刻表」には試合が大幅に延びた場合は試合終了前に運行を打ち切ることがある旨が記載されていた。
JR東海では、名鉄ナゴヤ球場前駅の利用客の数%の移行を予想していたが、実際には球場の目の前にあるという便利さから、開業初日から名鉄利用客の1割程度が流れるなど利用率は高く、2 - 3割が名鉄利用から流れたとも言われた。
車両は、貨物線が非電化であったことから高山本線直通急行列車「のりくら」に使用されていたキハ58系・キハ65形や、1992年（平成4年）まで紀勢本線の特急列車「南紀」に使用され、余剰になっていたキハ82系、当時非電化の武豊線などで快速・普通列車に使用されていたキハ47形といった名古屋車両区所属の気動車による4 - 6両編成を使用した。特にキハ82系に関しては、「南紀」がキハ85系に置き換えられて定期運用から外れた以後も引き続き使用されていたことで鉄道ファンからも注目され、更に元特急車両でグリーン車も無料開放したことから、普通列車としてはグレードの高いものとなった（キハ58系のグリーン車も同様）。
なお、同線は日本貨物鉄道（JR貨物）が保有する路線であり、JR東海はJR貨物に線路使用料を支払う形で運行されていたが、前述の車両回送の都合で、営業区間0.7 kmのみでなく回送が発生する列車については名古屋港線全区間6.2 km分の線路使用料を支払っていた。
ちなみに、ナゴヤ球場では年に数回ほど近鉄バファローズも主催公式戦を行っていたが、その際に中日戦と同様に当駅発着の臨時列車を運転していたかどうかの詳細は語られていない。

## 尾頭橋駅への交代
この駅は予想以上の好評となり、地元民からは常設駅にしてほしいという要望があがった。当時ナゴヤドームの建設が始まっていたが、同時期に日本中央競馬会（JRA）が場外馬券売場であるウインズ名古屋のアクセス駅として近接地に新駅建設を計画しており、利用者が見込めると考えたJR東海は、東海道本線の本線上に尾頭橋駅を設置することを決定。1995年（平成7年）3月16日に開業させた。こちらはあくまで東海道本線上であるため、中央本線を経由しないでよい形となった。
これに伴って本駅はその使命を終え、1994年（平成6年）10月8日のシーズン終了をもって廃止となった。なお、最終日は中日 - 巨人戦で勝利したほうがセントラル・リーグ制覇という、同率首位チーム同士（両チームの勝敗数も69勝60敗）の運命の直接対決「10.8決戦」の当日であったため観客数は相当な数となり、またお別れを記念しての式典も行われた。なお、この試合で中日が勝利してセ・リーグ優勝を決めていた場合、パシフィック・リーグの優勝球団である西武ライオンズとの日本シリーズに出場することとなるため、日本シリーズ開催期間まで駅の営業を延長する予定であったが、中日が敗れたため駅は当初計画通り同日限りで廃止となった。開業から廃止までの約7年（2,656日）間、約5,600本の列車が運行され、約200万人の乗客を運んだ。

## 廃駅後の状況
駅の出入口である「ナゴヤ球場正門前駅」の駅名板が掲げられていた高架線には「尾頭橋駅」への案内表示が代わりに置かれ、ホームが撤去された跡は歩行者と軽車両が通行できる踏切（八島踏切）となった。当駅の廃止後も、東海道新幹線の高架下にある壁の一部には駅を設けた当時に描かれた絵（野球選手を模したもの）がそのまま残されている。なお、名古屋港線は2024年（令和6年）4月1日付で廃止され、踏切も道路に変更された。

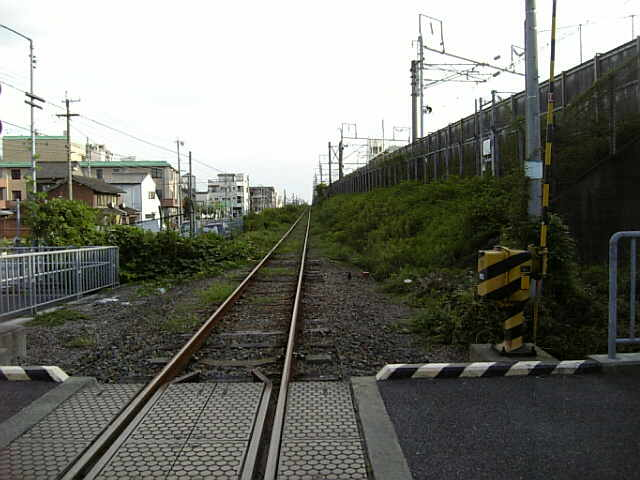
正門前駅ホーム跡（2006年7月）
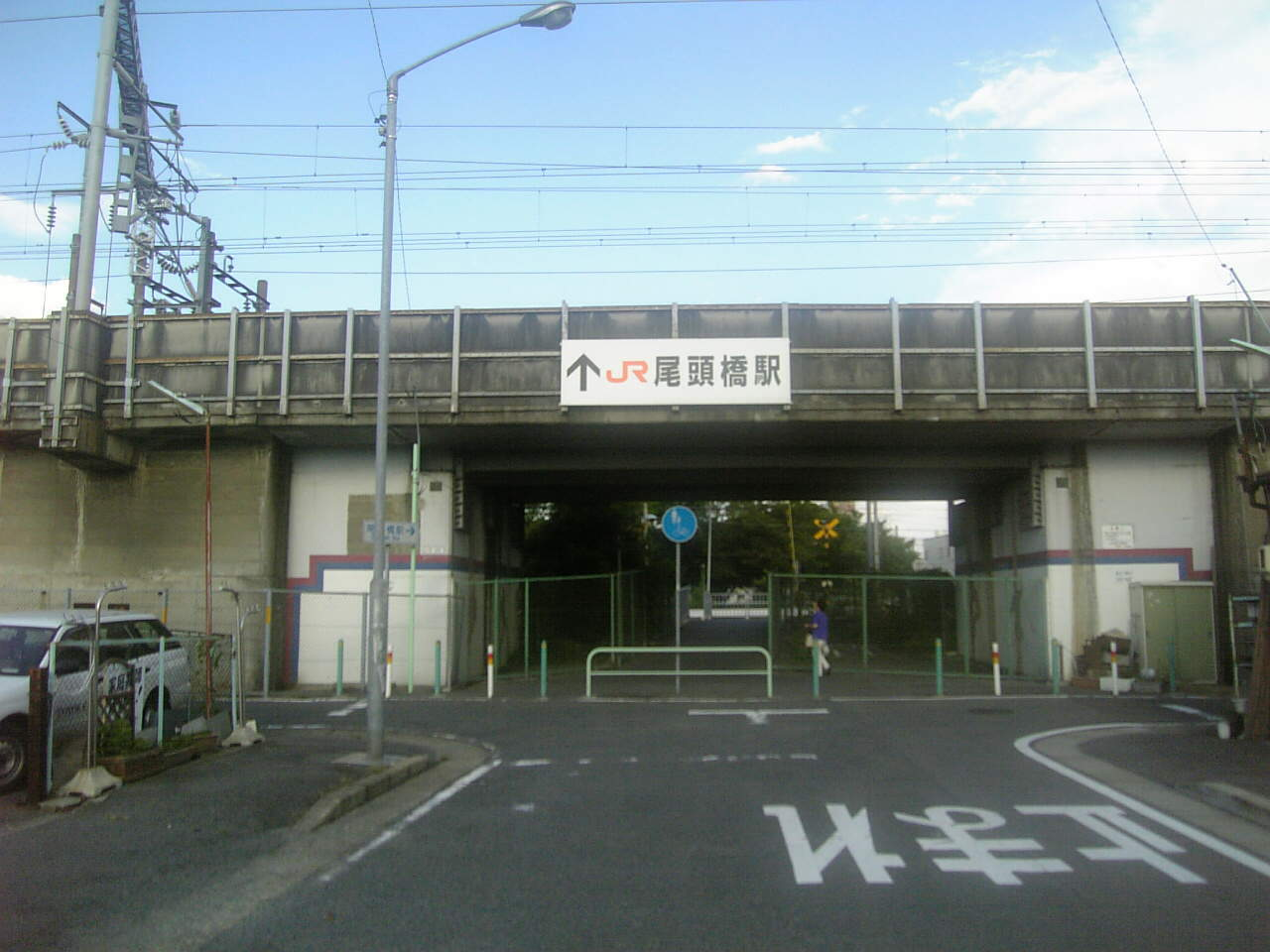
正門前駅跡にかかる、尾頭橋駅への道案内（2006年7月）
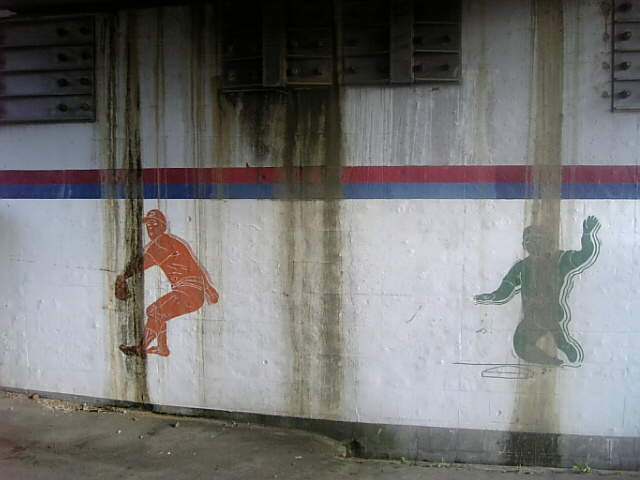
高架橋に残る絵（2006年7月）

## 隣の駅
東海旅客鉄道（JR東海）
東海道本線貨物支線（名古屋港線）
名古屋駅  - （山王信号場） - ナゴヤ球場正門前駅 - （八幡信号場） - 名古屋港駅
- 名古屋港駅方面は日本貨物鉄道（JR貨物）。第二種鉄道事業区間のため、当駅の線路はJR貨物が所有。